# Басейн Балтійського моря

Басейн Балтійського моря простягається на території 14 країн, 9 з яких є прибережними.

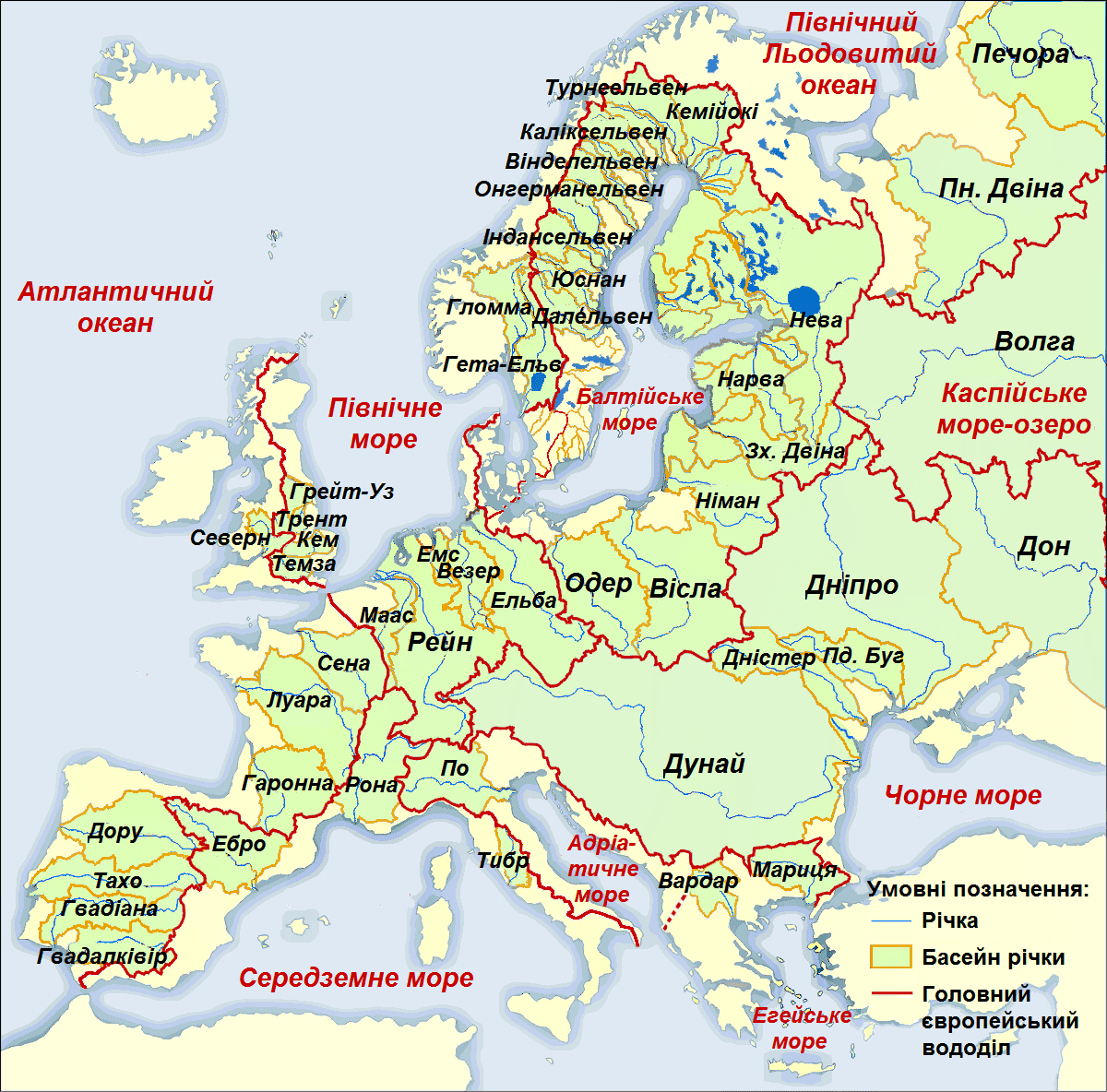
Основні річкові басейни Європи.

Щільність населення водозбірної території.

Басейн Балтійського моря — водозбірна територія навколо Балтійського моря, яка включає, крім Балтійського моря, водозбірні території річок, що впадають у Балтійське море. Площа водозбірного басейну приблизно 1,739 млн км², з яких на Балтійське море припадає 422 000 км² (або 392 000 км² якщо виключити Каттегат).
У Балтійське море впадає понад 250 річок, які щороку приносять приблизно 660 км³ води. Середній обсяг Балтійського моря 21 000 км³, тому річний приплив становить одну тридцяту його об'єму. Однак час утримання води становить приблизно 50 років. Балтійське море не функціонує як озеро, а має вважатися затокою. Його зв'язок із Північним морем є практично двостороннім. Води у водозбірному басейні зазвичай течуть з Балтійського моря в Північне море, але іноді вода потрапляє в Балтійське море в протилежному напрямку в так званих соляних імпульсах . Через сольові імпульси вода в Балтійському морі слабосолона (менше 1 % у поверхневих водах) і тому вважається солонуватим водним басейном, як і Чорне море. Солоність найвища в південній частині Балтійського моря, особливо поблизу Данії.

## Географія
На узбережжі Балтійського моря лежать дев'ять країн: Латвія, Литва, Польща, Швеція, Німеччина, Фінляндія, Данія, Росія та Естонія. На всій площі водозбору проживає понад 84 мільйони людей. Водозбірна площа трохи виходить за межі прибережних країн: верхів'я водозбірного басейну розташоване в Білорусі та невеликі території в Норвегії, Словаччині, Чехії та Україні.

## Водні відносини

### Протоки і канали
Данські протоки можна вважати входом у Балтійське море. Архіпелаг на протоках має численні острови, між якими вода тече то на північ, то на південь, залежно від погодних умов. Найважливіші протоки — Малий Бельт, Великий Бельт і Ересунн. Сьогодні Балтійське море також включає Каттегат, який є мілководним морським районом і перехідною зоною між Скагерраком і Бельтським морем.
Більшість комерційних водних перевезень між Північним і Балтійським морями проходить через Датські протоки. Тоді максимальна осадка суден становить 15 метрів. Альтернативним маршрутом є Кільський канал довжиною 98 кілометрів. Його західний кінець знаходиться в місті Брунсбюттель, а східний — у Кілі. Максимальна осадка суден у каналі становить 9,5 метрів. Третій маршрут — Біломорсько-Балтійський канал. Починається в Санкт-Петербурзі, проходить через Ладозьке озеро, річку Свір, Онегу та Уйкуярві до Білого моря. Однак його осадка всього 4 метри.

### Річкові басейни міжнародного значення
Існує 14 великих та міжнародно значущих водозбірних басейнів у Балтійському морі, які часто розташовані на території кількох країн, виходячи з їхньої водозбірної площі. Їхня загальна площа водозбору 1,05 млн км². Разом вони утворюють 81 % площі суші басейну Балтійського моря.
- Торніонйокі (вона ж Турнеельвен) — прикордонна річка між Фінляндією та Швецією, впадає в Ботнічну затоку біля основи затоки. Площа водозбору 39 705 км², русло річки має довжину 513 км, річка впадає в Балтійське море і несе 17,8 км³ води на рік. На території водозбору проживає 79 700 мешканців. 64 % з водозбірного району знаходиться в Швеції, 35 % у Фінляндії та 1 % у Норвегії.

- Кемійокі[en] — річка у фінській Лапландії, яка також впадає в Ботнічну затоку. Площа водозбору 51036 км², головне русло має довжину 550 кілометрів і обсяг 23,3 км³ води на рік. На території водозбору проживає 108 100 осіб та 97 % з водозбірного району знаходиться у Фінляндії та 3 % в Росії.

- Індальсельвен знаходиться в Швеції і впадає в Ботнічне море. Площа водозбору 26 727 км², головне русло річки має довжину 426 кілометрів, річка несе в Балтійське море 19,1 км³ води на рік. На території водозбору проживає 109 200 осіб та 92 % з водозбірного району знаходиться у Швеції та 8 % у Норвегії.

- Нева — річка в Росії, що впадає у Фінську затоку. Площа водозбору 286 553 км², головне русло має довжину 916 кілометрів. Обсяг — 66,5 км³ води на рік. На території водозбору проживає 6 107 900 жителів і 80 % з водозбірного району знаходиться в Росії і 20 % у Фінляндії.

- Нарва — прикордонна річка між Естонією та Росією, що впадає у Фінську затоку. Площа водозбору 56 797 км², головне русло має довжину 645 кілометрів і несе в Балтійське море 10,7 км³ води на рік. На території водозбору проживає 936 100 осіб. 63 % з водозбірного району знаходиться в Росії, 31 % в Естонії та 6 % у Латвії.

- Гауя — річка в Латвії, що впадає в Ризьку затоку. Площа водозбору 8652 км², довжина головного русла 452 км. Річка несе 2,1 км³ води на рік. На території водозбору проживає 155 300 осіб. 87 % з водозбірного району знаходиться в Латвії та 13 % в Естонії.

- Західна Двіна — річка в Латвії, що впадає в Ризьку затоку. Площа водозбору 86 052 км², довжина головного русла 1020 кілометрів. ВодостоОбсяг водостоку 40,6 км³ води на рік. Водозбірний басейн має населення 2 783 200 мешканців. 38 % з водозбору знаходиться в Білорусі, 32 % в Росії, 28 % у Латвії та 2 % у Литві.

- Лієлупе — річка в Латвії, що впадає в Ризьку затоку. Площа водозбору 17 876 км², головне русло має довжину 310 км. Річка впадає в Балтійське море 2,4 км³ води на рік. На території водозбору проживає 668 200 осіб. 50 % з водозбору знаходиться в Латвії та 50 % у Литві.

- Вента впадає у власне Балтійське море на території Латвії. Площа водозбору 11 624 км², головне русло має довжину 346 км. Річний водосток 2,2 км³. На території водозбору проживає 347 600 осіб. 55 % з водозбірного району знаходиться в Латвії та 45 % у Литві.

- Німан — прикордонна річка між Литвою та Росією в нижній течії, впадає у Куршській затоці. Площа водозбору 92 318 км², головне русло має довжину 914 км. Річка несе в Балтійське море до 20,0 км³ води на рік. Водозбірний басейн населений 4 890 900 мешканцями та 48 % з водозбірного району знаходиться в Білорусі, 47 % у Литві, 3 % у Польщі та 2 % в Росії.

- Преголя — річка в Росії, що впадає у Балтійське море у Віслинській затоці. Площа водозбору 14 783 км², головне русло має довжину 292 км. Річний стік 2,7 км³ води. Водозбірна площа має 1 283 600 мешканців. 52 % з водозбірного району знаходиться в Польщі та 48 % в Росії (Калінінградська область).

- Вісла — річка, що протікає переважно в Польщі, впадає у Балтійське море в Гданській затоці. Площа водозбору 193 347 км², довжина головного русла 1 064 кілометри. Річний обсяг 42,4 км³ води. На водозбірній території проживає 23 487 300 жителів. 87 % з водозбірного району знаходиться в Польщі, 7 % в Україні, 5 % у Білорусі та 1 % у Словаччині.

- Одер — річка, що протікає переважно в Польщі, впадає у Балтійське море в Щецинській затоці. Площа водозбору 117 862 км², головне русло річки має довжину 854 км, річка несе в Балтійське море 16,2 км³ води на рік. На території водозбору проживає 16 167 200 мешканців. 90 % з водозбору знаходиться в Польщі, 6 % у Чехії та 4 % у Німеччині.

- Гета-Ельв — найбільша річка Швеції, що протікає в перехідній зоні між Каттегатом і Скагерраком. Площа водозбору 50 115 км², головне русло має довжину 731 кілометр. Річка впадає в Каттегат, несучи 23,1 км³ води на рік. Водозбірна площа має 1 003 300 мешканців. 84 % з водозбірного району знаходиться у Швеції та 16 % у Норвегії.

## Національні річкові басейни
Перелік включає всі річкові басейни за країнами площею не менше 200 км², а також ті, що класифікуються державними водними органами як основні водні об'єкти:
- Швеція: Кересйокі (427 км²), Сангісельвен (1230 км²), Каліксельвен (18130), Тереельвен (449), Вітон (519), Ронеельвен (4207), Альтерсундет (403), Лулеельвен (25240), Алон (592), Альтерельвен (458), Пітеельвен (11285), Лілльпітеельвен (618), Рокон (річка) (228), Обюельвен (1344), Бюскеельвен (3662), Когеельвен (909), Шеллефтеельвен (11731), Буреельвен (1046), Монгбюон (218), Колабудаон (505), Ріклеон (1649), Далькарлсон (346), Севарон (1161), Тавелон (409), Умеельвен (26814), Гернон (392), Ереельвен (3029), Ледуон (330), Легдеельвен (1610), Гусон (580), Їдеельвен (3442) Ідбюон (222), Муельвен (2307), Нетраон (1024), Онгерманельвен (31864), Годеон (292), Селонгерсон (450), Юнган (13100), Гнарпсон (228), Гармонгерсон (1197), Делонгерсон (2008), Норралаон (319), Юснан (19820), Шерйон (330), Гамронгеон (520), Тестебуон (1120), Гавлеон (2470), Далельвен (28953), Темнарон (1280), Форсмарксон (387), Уландсон (881), Шебуон (483), Брустреммен (227), Норртельєон (352), Окерський канал (396), Норрстрем (22650), Тиресон (252), Трусаон (572), Свертаон (372), Нючепінгсон (3631), Чілаон (432), Мутала (15470), Седерчепінгсон (882), Віндон (304), Стурон (510), Бутурпсстреммен (999), Марстреммен (496), Вірон (588), Емон (4472), Альстерон (1540), Снер'єбекен (285), Юнгбюон (758), Гагбюон (468), Бруатурпсон (430), Люккебюон (850), Неттрабюон (444), Роннебюон (1113), Брекнеон (465), Мієон (284), Меррумсон (3369), Скребеон (1006), Гельге (4749), Нюбруон (316), Сеге (334), Геє (316), Чевлінгеон (1204), Саксон (360), Веге (488), Ренне (1897), Стенсон (285), Лаган (6452), Єневадсон (224), Фюллеон (394), Ніссан (2685), Сусеон (450), Етран (3342)

- Фінляндія: Какамойокі (478 км²), Сімойокі (3160 км²), Куйвайокі (1356), Олгаванйокі (326), Іійокі (14191), Кіймінкійокі (3814), Оулуйокі (22841), Теммесйокі (1181), Сійкайокі (4318), Пюгяйокі (3712), Калайокі (4247), Лестійокі (1373), Кялвянйокі (324), Перхоньйокі (2524), Крунуп'їнйокі (788), Ähtävänjoki (2054), Пурмонйокі (864), Ковйокі (292) Лапуанйокі (4122), Кюренйокі (4923), Лайхіанйокі (506), Маалахденйокі (500), Нярпійонйокі (992), Теуванйокі (542), Ісойокі (1098), Карвянйокі (3438), Кокемяенйокі (27046) Еурайокі (річка) (1336), Лапінйокі (462), Сірппуйокі (438), Лаайокі (393), Мюняйокі (288), Хірйокі (284), Аурайокі (874), Пайміонйокі (1088), Халіконйокі (307), Ускелайокі (566), Кісконьйокі (1047), Мустійокі (783), Сіунтійокі (487), Вантаа (річка) (1688), Сипунйокі (220), Порвоонйокі (1271), Ілоланйокі (309), Koskenkylänjoki (895), Таасійокі (530), Кімійокі (37159), Сумманйокі (569), Вехкайокі (380), Віройокі (357)

- Фінляндія і Росія: Коскеланйокі (245), Урпаланьйокі (557), Вілайокі (344), Тервайокі (204), Ракколанйокі (622), Мустайокі (296)

- Росія: Воронка (286), Сіста (672), Луга (13200)

- Естонія: Пурце (810), Кунда (536), Лубу (314), Віхтерпалу (481), Васалемма (річка) (396), Кейла (річка) (682), Вяяна (315), Піріта (808), Ягала (1481), Валгейогі (452), Казарі (3213), Падрема (289), Пярну (6920, також Латвія)

- Латвія: Светупе (475), Аге (215), Лієлупе (17 900, також Литва), Роя (478), Ірбе (1429), Сака (1110), Аланде (241), Барта (2016, також Литва)

- Литва: Швянтої (472, також Латвія), Акмена (595)

- Калінінградська область (Росія): Прохолодна (1170), Мамоновка (311)

- Польща: Пасленка (2295), Бауда (342), Реда (485), Леба (1801), Лупава (925), Слупя (1620), Вєпша (2173), Парсента (3151), Рега (2729)

- Німеччина: Укер (2435), Пене (5110), Рекніц (669), Варнов (3324), Траве (2676)

- Данія: Сусо (820), Оденсе (550)